# 美丽中国
《美丽中国》（英語：Wild China）是一部有关中国自然主题的6集自然纪录片，由英国广播公司自然历史部、中视传媒与Travel Channel合作拍摄完成，整部影片采用高清格式制作。2008年5月11日在英國廣播公司第二台首播。英国广播公司持有本片在英国的著作权，其他地区著作权由中视传媒持有。
该片以新颖的视角、独特的叙事结构和出色的拍摄，展示了中国山河风光日益秀美，人与自然和谐共处。英文标题名可直译为“野性/野外中国”（英文版的片头标题画面另有标识“锦绣中华”），但中国大陆方面将中文名定作“美丽中国”。
该片在香港無線電視于2008年8月26日播出，译名為《Sharp 发现新大陆》，粤语音轨由陳志雲及廖碧兒旁白。在首播两年有余之后，该片于2011年1月1日作为中国中央电视台纪录频道的开台节目播出。
该片是BBC自然历史部“野性”系列纪录片的一部。

## 剧情概述
括弧中为英文标题及其翻译。

### 第一集《锦绣华南》（Heart of the Dragon，龙之心脏）

漓江

第一集将目光投向中国南方——湿润的气候孕育了稻米文化。元阳县红河河谷绵延2000多米的水稻梯田是中国最为古老的人工地形。贵州省的苗族村落，金腰燕的归来预示着春耕时刻的到来。另一些生物如白鹭和池鹭也受惠于水稻单种栽培。贵州喀斯特地形区的上百个岩洞隐匿于石灰岩山中，只有少数被探索过。在其中的一个洞中，形成了一个独立社区。一所学校在其中修建；同时也栖居着雨燕和大足鼠耳蝠（在黑暗中捕鱼第一次被拍摄到），淡水生物是中国南方居民的重要资源。漓江的渔民今天也只为游客表演传统捕鱼方法——用鸬鹚捕鱼。在草海，蜻蜓成为一项独特且脆弱的收获。一些脆弱的生物，如淡水龟已经在野外难觅踪影。扬子鳄也仅在安徽保护区内活动。在黄山生活的一群藏猕猴，当发现百步蛇时纷纷逃到树顶。当每年秋收后，大批鸟类如小天鹅和白鹤等齐聚鄱阳湖越冬。

### 第二集《云翔天边》（Shangri-La，香格里拉）

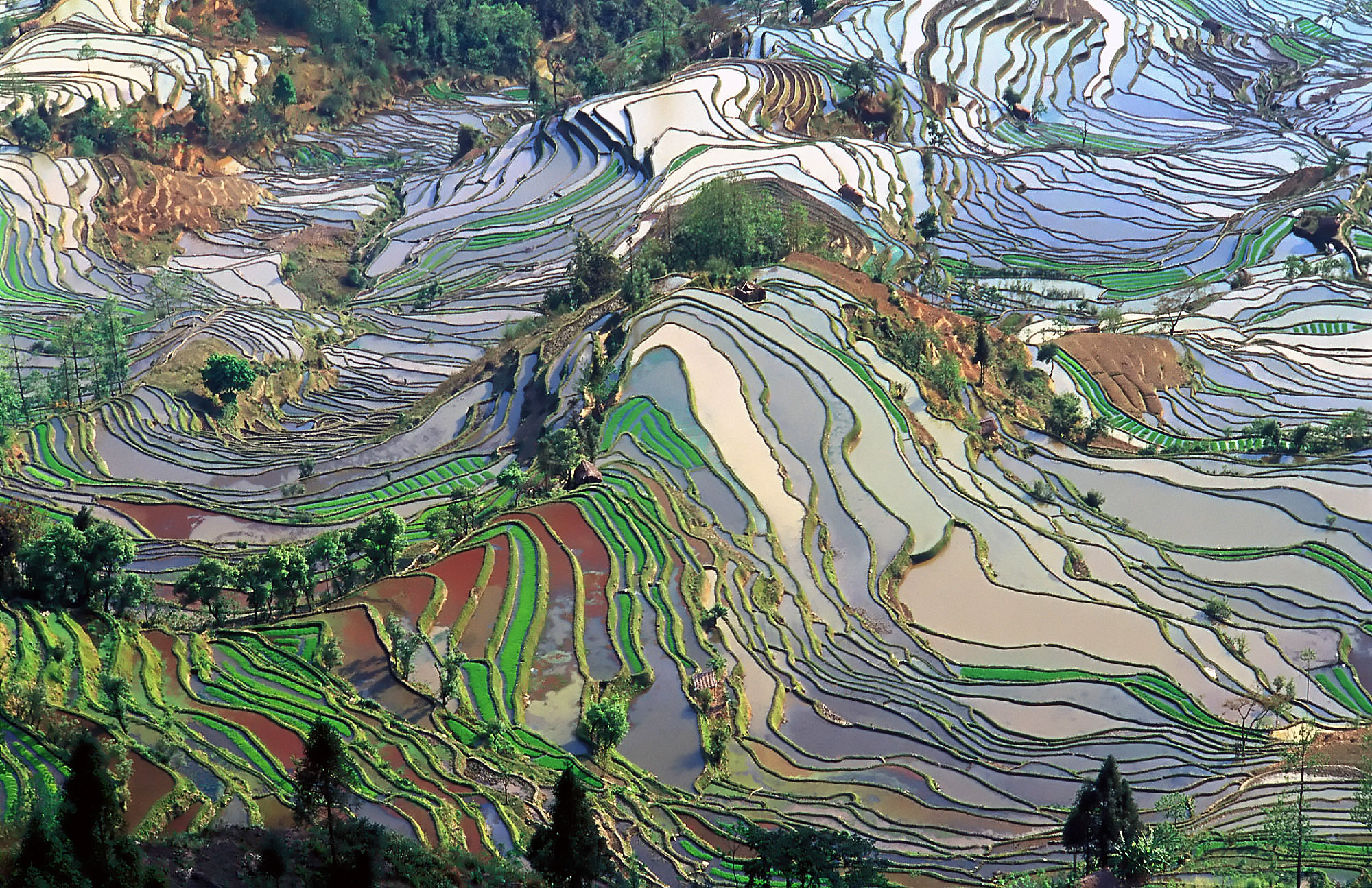
云南丘陵中的梯田

第二集来到中国的云南省，此地也是中国西南生物多樣性最为突出的区域，头枕着遥远的喜马拉雅山脉东部的末端，横断山脉构成了滇北的边界并与西藏相交。怒江在群山深谷中穿过，成为该地区地形塑造的重要因素。夏天，从印度洋而来的季风将大量水汽带入山谷之中，创造出别样气候——从北回归线到更高纬度的物种在该区域都有呈现。云南18,000种植物中，有3,000多种为独有，曾吸引过西方植物學探险家约瑟夫·洛克前来。卡瓦格博峰（6740m）白雪皑皑的山顶在雪线下的葱郁中显得非常突出，拍摄到稀有的滇金丝猴正在食用地衣。高黎贡山中，热带植物和高山植物鳞次栉比，形成壮观景象。此地鸟类的生活也被摄入镜头——太阳鸟科正在著生植物中觅食，红腹角雉正在求偶，果树也吸引了短尾猕猴和大黑松鼠，这里得天独厚的饮食条件足以媲美热带雨林。隐秘的云南南部热带的小型低地丛林里居住着中国最神秘的野生动物之一——野生亚洲象（中国境内仅存250余头）。扁颅蝠的栖息地——一颗毛竹的内腔也被摄像机纪录下来。滇南魔芋的巨大花冠散发的气味吸引来腐尸甲虫为它传授花粉。偏远的无量山中居住着中国的珍稀动物——黑长臂猿，云南的少数民族傣族、哈尼族和基诺族以及云南的丛林所面临的压力都在逐渐加大，经济和旅游的发展都给这片土地带来了新的挑战
。

### 第三集《神奇高原》（Tibet，西藏）

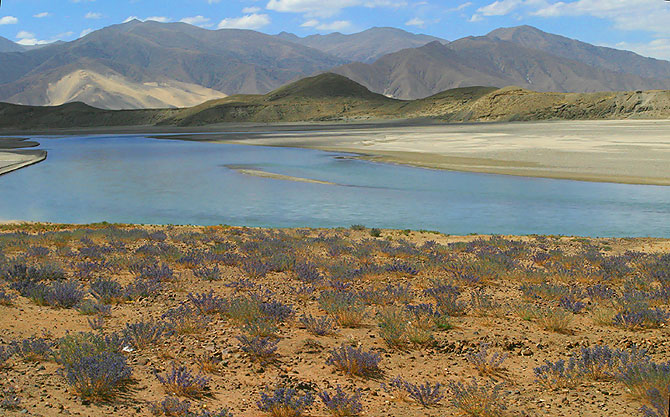
西藏境内的雅鲁藏布江

第三前往广袤的青藏高原。西藏高原的陆地面积约占中国领土的四分之一，但其中的大部分极度偏远且荒无人烟，只有250万人的人口，其中绝大多数为藏传佛教徒。这种古老的宗教是佛教与曾经在此地广为流传的苯教的独特的混合体。这种信仰要求人们敬畏自然，尊重生命。像黑颈鹤和藏马鸡这样的稀有物种都受益于此，与这里的人和谐相处。来自青藏高原35,000座冰川的冰雪融水汇聚形成了青海湖和玛旁雍错湖等大大小小的高原湖泊。在此筑巢的鸟类有鳳頭鸊鷉和斑头雁等。尽管高原冷风卷起沙尘，席卷大片土地，但依然成为中国最大的大型动物聚居地。盘羊在沙坡上出没，羌塘草原成为发情期藏羚羊的活动场所。野牦牛也只出没于偏远荒凉之地。雪豹、藏狐和西藏棕熊食肉动物也被拍摄下来，一只藏狐在藏熊捕食鼠兔的过程中也分得一杯羹。草原上的生命受制于极端的自然条件，但在珠穆朗玛峰海拔4,500米的山坡上依然发现了跳蛛，同时温泉蛇也借地热温泉得以存活。来自不同信仰的朝圣者们齐聚冈底斯山下庆祝卫塞节，并祭祀冈仁波齊峰。西藏脆弱的环境是世界生态环境的晴雨表。这里的冰川正在逐年消融，并将在未来，对上亿人产生影响。

### 第四集《风雪塞外》（Beyond the Great Wall，长城之外）

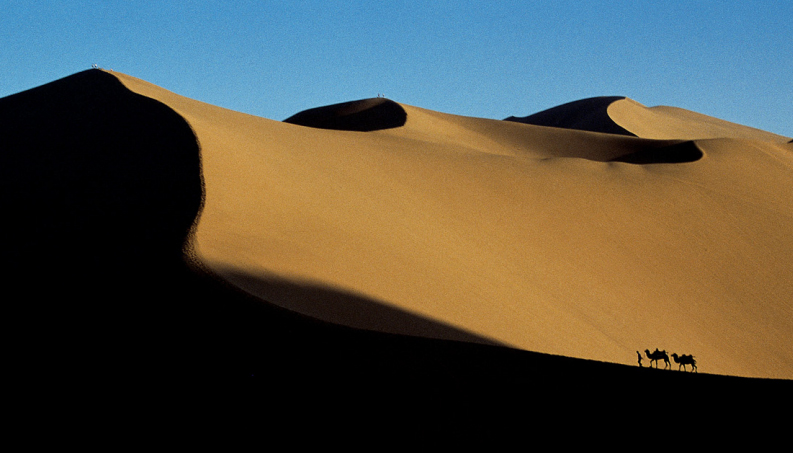
古丝绸之路上的沙漠

第四集将目光投向长城以北的大片土地，不同民族的游牧部落依然存在，但他们传统的生活方式已经发生改变，不少人已经搬入现代城市。在中國東北，最后的赫哲族渔民依然在黑龙江冰封的河面上钻孔捕鱼。兴安岭的森林庇护着野豬，它们食用林间散落的胡桃过冬，同时仅存的东北虎也在此地出没。数百年前，上百鄂温克族驯鹿人从西伯利亚迁徙而来，今天，只剩下30位传统鄂温克人。蒙古草原遥远的西部，巴音布鲁克的蒙古族牧民，驱赶着牲畜逐水草而栖。他们和蓑羽鹤以及大天鹅分享着同一片天地。继续向西，大地变得干燥而炎热，鹅喉羚在戈壁上出没。更远的地方是塔克拉玛干沙漠，世界上最大的流动性沙漠。古丝绸之路的诸多遗迹便埋藏于此，以及诸多雅丹地貌和砂蚀地貌。吐鲁番绿洲的地下灌溉渠坎儿井给养着这里的葡萄种植业，红尾沙鼠也从中受益不浅。哈萨克牧民在天山下渡过夏天，入秋后迁至戈壁边缘的准噶尔盆地越冬。在此，他们的家畜与最后一批野马共享同一片草场。一位哈萨克牧民演示了有6000年历史的御鹰狩猎技术。镜头回到东北，在中国哈尔滨国际冰雪节的氛围中落下帷幕。

### 第五集《沃土中原》（Land of the Panda，熊猫之地）

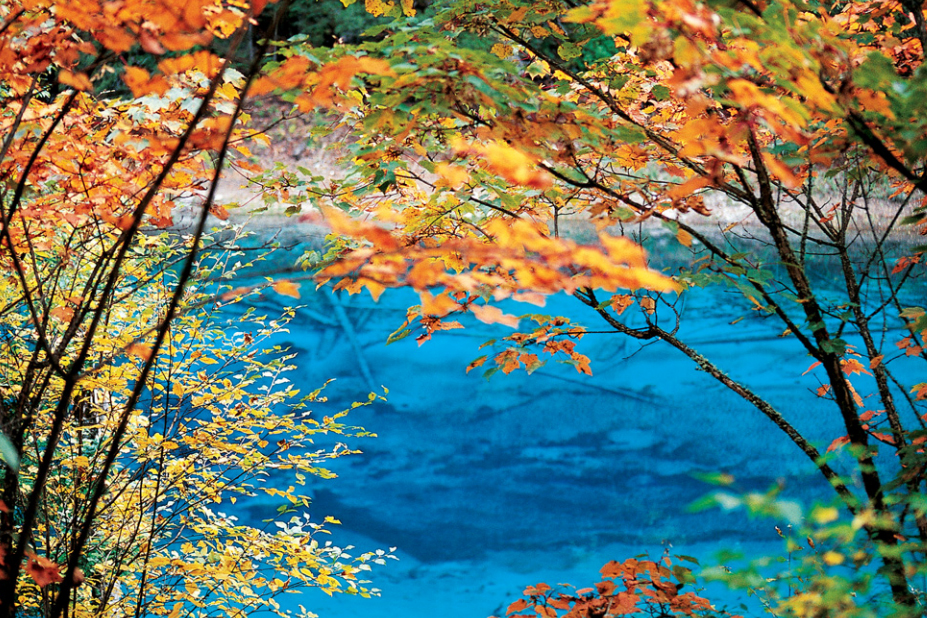
九寨沟五彩池

第五集转向中国中心地带，汉族发源地。使用汉语的汉民族是世界上最大的一个族群。該集将着眼点放在人类和自然关系的变迁上。古代中国人相信人与自然之间的和谐共存是尤为重要的。但到了近期中国经济腾飞时，人们开始将古老信念淡忘。在毛泽东执政时期的中国，大量急功近利的开发和竭泽而渔式的运动，广泛并且严重地破坏了中国的环境。扬子鳄和朱鹮在抢救下得以避免灭绝之灾。另一些物种受益于人类的古老信仰和传统：北京的黄鼬和鸳鸯便是其中典型。但依然有不少野生动物受到传统饮食习惯和中国传统医学带来的盗猎行为的威胁。北京以西是华北平原和黄土高原，黄河从这里经过，被染成黄色。持续增长的水源需求，改变了河流径流，水土流失带来了沙尘暴。在中国中心地带的远端，秦岭，成为了中国诸多稀有物种的乐土，羚牛、金丝猴和大熊猫享受着秦岭的庇护。其中野外大熊猫的求偶和交配场景，是第一次被摄像机所记录。九寨沟的五色海，独特的鱼类在其间畅游。

### 第六集《潮涌海岸》（Tides of Change，潮汐变幻）
最后一集展现了中国1.45×107米长的海岸线，在此，生活了近7亿人口。尽管经历了数十年城市化的急速发展，但依然是候鸟迁徙重要的必经之路。濒危的丹顶鹤离开东北，前往盐城湿地保护区（中国面积最大的海岸湿地）越冬。蛇岛是候鸟迁徙线路中的一处重要停留地，但6000年前由于上升的海面而被困在这里的蝮蛇却暗藏在林木中，静候猎物的到来。镜头捕捉到了其中一条袭击鳴禽的瞬间，以及另外一条正在吞咽翠鸟的蝮蛇。沿着海岸线，在传统劳作模式下，人类和野生动物相邻而栖。从北方到遥远的南方，人们收获着海苔、蚌壳和明虾，同时也与大天鹅和黑脸琵鹭一同分享。客家种植乌龙茶的农夫们和收获着牡蛎的惠安妇女们都得以在镜头前展现。中国的江河和近海都受到严重的水污染侵害，进入渤海湾的污水和化学肥料造成了浮游生物的大量滋生，吸引了水母前来。长江入海口，洄游性生物中华鲟和中華絨螯蟹都受到了上游水坝的阻隔。在热带的南海，珊瑚礁面临危机，鲸鲨也难觅踪迹。另外一些被拍摄纪录的濒危动物有：麋鹿、中华白海豚。在海南岛，一只猕猴跳入宾馆的游泳池中，成为人类和野生动物日益紧张关系的集中体现。而未来中国，传统人与自然和谐共生的信念依然面临巨大挑战。

## 制作细节
2008年北京奥运会给BBC自然历史部提供了一次机会去制作首部关于中国自然历史的系列片。同时随着奥运会的举办，中国官方也希望能够吸引更多的游客。2005年BBC制作组得到官方许可，与中视传媒联合拍摄。这也是CCTV首度与BBC自然历史频道进行合作。
制片人希望通过该系列片能改变东西方观念：
|                                               | 我们希望中国人为他们的田园山水和野生动物感到骄傲，并致力于对其的保护。同时我们也希望能够改变西方媒体上有关中国环境负面观点的渲染。 |
| ——制片人菲尔·查普曼，在BBC Wildlife杂志中写到 | |

该系列拍摄持续超过16个月，奔波50多万公里，深入中国腹地地进行57次独立拍摄。制作团队在中国26个省拍摄下超过500小时的HD脚本。尽管得到了前往中国许多偏远保护区的拍摄许可，摄制组依然要面临能否捕捉到野生动物的头号难题。虽然保护区占到了15%的中国领土，但这并不足以确保野生动物的安全，保护区也经常缺少设备和人员。摄制组拍摄野生生物的尝试也并不总是一帆风顺，中英团队之间也存在矛盾和互不信任，拍摄理念有时也并不一致。
每一集都力图展现中国不同区域独特的人文特色和生态景观。

### 拍摄
超过80%的影片拍摄都是在野外采用传统观测手段。这些区域多为中国最为偏远的地方：
- 告别了生物学家，摄制组成为了近100年来首次抵达西藏最为偏远的北部草原——羌塘保护区的人类。经过了从拉萨出发后经过5天的行程，摄制组面临的最大挑战就是在海拔5000米、-30°C的条件下拍摄发情期的藏羚羊。经过7天，摄制组成功地拍摄到了两头雄性藏羚羊之间的角斗。[15]
- 在秦岭两次尝试拍摄野生大熊猫失败后，摄制组转到另外的一处保护区——长青自然保护区，在此，摄制组拍摄到了冬季大熊猫的活动，并首次完整记录到野生大熊猫的求偶和交配活动。[16]
- 制片人Kathryn Jeffs和摄影师Paul Stewart前往云南西部偏远的高黎贡山，经过3个小时的搭乘牛车，抵达山脊处，拍摄到了森林的鸟瞰画面，以及一群短尾猴（bear macaques）在树冠上觅食的画面。另一组镜头罕见地展示了一群白马鸡進行群集展示，但卻被擾亂而終止。[17]

使用特殊技术拍摄的一些镜头画面： 
- 在蛇岛拍摄一只金丝雀逃离中亚蝮（Gloydius halys）的捕食时，使用高速摄像机，拍摄到了画面速度降低了80倍的镜头。
- 红外照射被用于黑葉猴和扁颅蝠的拍摄中。
- 热成像摄影机在拍摄滇南魔芋时被使用。

由于一些行为难以在野外拍摄，遂采用特殊手段拍摄的有
：
- 扁颅蝠和竹鼠的拍摄也是在摄影棚内采用地下透明玻璃管道拍摄完成。
- 摄制组与当地保护区达成协议，从宣城繁育中心取走扬子鳄卵，采用人工巢穴以拍摄孵化过程。
- 红腹角雉的求偶行为是用一对在英国饲养的红腹角雉所拍摄的，野外的紅腹角雉因備受捕獵威脅而相當難接近。
- 珠穆朗玛跳蛛（Euophrys omnisuperstes）在珠穆朗玛峰捕食的特写镜头因摄像机過重的原因而无法在野外完成，而改于摄影棚内完成。

## 版本差异
本片在中国大陆有两个制作版本。这两个版本的解说台本有巨大差异，制作与剪辑的细节亦有所不同。
- 版本1（中央电视台版）：由李易解说，每集片长约56分钟（比起英文版每集约削短了3分钟）。片尾字幕的最后一幕显示的是“中央电视台”。

该版本是中国中央电视台纪录频道的播出版本，首播后不久发行的中国大陆版DVD收录了这一版本。该版本也是目前（2019年）中国大陆在线视频网站的播出版本。
- 版本2（中视传媒版）：由张腾岳解说，每集片长与英文版基本一致。片尾字幕的最后一幕显示的是“中视传媒股份有限公司出品”。

该版本被收录于中国大陆版Blu-ray Disc内。中视传媒原先向中国大陆在线视频网站出售的也是此版本，但现今已经不再提供，以李易解说版取而代之。

## 音像产品

### DVD、Blu-ray Disc
- 英国：《Wild China》，由2 Entertain（英语：2 Entertain）发行。

DVD与Blu-ray Disc分别于2008年6月9日和同年9月15日上市，内含英语解说音轨与英语/繁体中文字幕。
- 美国：《Wild China》，由华纳家庭录影（英语：Warner Home Video）发行。

DVD与Blu-ray Disc均于2008年8月5日上市，配置与英国版基本相同，仅将DVD的图像制式变更为NTSC。
- 台湾：《神秘中国》，由得利影视发行。

DVD与Blu-ray Disc均于2008年8月上市，为美国引进版。
- 香港：《发现新大陆》，由得利影视发行。

英国引进版DVD与美国引进版Blu-ray Disc均于2008年上市。
添加粤语解说音轨的香港版DVD与Blu-ray Disc分别于2008年11月6日和同年12月18日上市。
- 中国大陆：《美丽中国》，由中国国际电视总公司发行。

根据中国中央电视台纪录频道的播出带制作的DVD于2011年1月27日上市，内含简体中文内嵌字幕与由李易配音的中文解说音轨。
中视传媒所制作的Blu-ray Disc于2013年5月25日上市，内含简体中文内嵌字幕与由张腾岳配音的中文解说音轨。

### 书籍
- 《Wild China: The Hidden Wonders of the World's Most Enigmatic》（ISBN 1-846-07233-6），2008年5月8日由BBC图书（英语：BBC Books）发行。